# الکس سینگر (بازیکن فوتبال)
الکس سینگر (انگلیسی: Alex Singer؛ زادهٔ ۱۸ نوامبر ۱۹۸۷) بازیکن فوتبال اهل ایالات متحده آمریکا است.
از باشگاه‌هایی که در آن بازی کرده‌است می‌توان به باشگاه فوتبال ۱.اف‌اف‌سی توربین پوتسدام، واشینگتن اسپیریت، مجیک‌جک، باشگاه فوتبال پرث گلوری، و واشینگتن فریدام اشاره کرد.